# Ferdinand Dierman
Jean-Jacques Ferdinand Dierman (Gent, 1 december 1850 - 16 juli 1910) was een Belgisch senator.

## Levensloop
Industrieel van beroep, werd Dierman in 1908 verkozen tot liberaal senator voor het arrondissement Gent. Hij vervulde dit mandaat tot aan zijn eerder onverwachte dood.